# Ateş
Ateş ist ein türkischer männlicher Vorname persischer Herkunft sowie Familienname mit der Bedeutung „Feuer, Eifer“. Außerhalb des türkischen Sprachraums tritt vereinzelt die Form Ates auf.

## Namensträger

### Vorname
- Ates Gürpinar (* 1984), deutscher Politiker (Die Linke)

### Familienname
- Ahmed Ateş (1911–1966), türkischer Orientalist und Erforscher der persischen Literatur
- Atilla Ateş (* 1937), türkischer General
- Berkay Ateş (* 1987), türkischer Schauspieler
- Bülent Ateş (* 1942), türkischer Jazzmusiker
- Burak Ates (* 1994), Schweizer Filmschauspieler
- Ceyda Ateş (* 1988), türkische Schauspielerin
- Cihad Ateş (* 1998), türkischer Fußballspieler
- Hakan Ateş (* 1988), türkischer Fußballspieler
- Güler Ateş (* 1964), türkische Klassische Archäologin
- Necati Ateş (* 1980), türkischer Fußballspieler
- Ömer Ateş (* 1981), türkischer Fußballspieler
- Roscoe Ates (1895–1962), US-amerikanischer Schauspieler und Sänger
- Seyran Ateş (* 1963), deutsche Frauenrechtlerin, Rechtsanwältin, Autorin
- Toktamış Ateş (1944–2013), türkischer Politikwissenschaftler
- Ufuk Ateş (* 1978), türkischer Fußballspieler
- Utku Ateş (* 1990), türkischer Schauspieler
- Süleyman Ateş (* 1933), ehemaliger türkischer Präsident für religiöse Angelegenheiten